# Eurypterida
Ordinul Eurypterida – (Gigantostracea)sau scorpionii de mare, este un grup dispărut de artropode. Dintre artropodele fosile este cel numeros și cunoscut grup. Cuvântul eurypterid provine din cuvântul grecesc eury – "larg", iar sensul cuvântul pteron este "aripa" . Cel mai mare, din genul Jaekelopterus, avea lungimea de 2 metri, dar cele mai multe specii au avut mai puțin de 20 cm și semănau cu scorpioni gigantici. Ei au fost prădători care au înflorit în mările calde de mică adâncime, în Ordovician și Permian, 460 - 248 de milioane de ani. Ei au dispărut în perioada Permian-Triasică cu 251 de mln de ani în urmă, fosilele lor au o distribuție mondială. 
După segmentația corpului și dezvoltarea membrelor, gigantostraceele reprezintă cele mai vechi chelicerate. Corpul lor era foarte aplatisat. Gigantostraceele erau animale acvatice cu prosoma fuzionată și opistosoma din 12 segmente. Opistosoma conține 7 segmente preabdominale și 5 postabdominale. Pe preabdomen sunt – operculele genitale (pe primul segment) și 4 membre cu lamele branhiale.
Dorsal, pe cefalotorace, erau așezați ochii simpli mediani și ochii laterali compuși. Chelicerile poartă clește mici. La unile specii pedipalpii și prima pereche de picioare erau apucătoare. La un șir de specii membrele posterioare erau de tipul vâslelor și serveau pentru înot. Abdomenul se dermina cu o paletă anală (telsonul) în formă de placă extinsă, spin caudal sau o porțiune îngroșată cu ac, dar nu există nicio dovadă că gigantostraceele au fost veninoase. 
Acestea au fost răpitoare marine de fund, salmastre și parțial de ape dulci. Ultimele studii arată că unele specii au fost „amfibii”, trăind pe uscat, cel puțin o parte a ciclului lor de viață, acestea fiind capabile să respire, atât în apă cât și în aer. Este posibil ca speciile din genul Protichnites să fi fost primele animale terestre. 
Gigantostraceele au fost considerate ca rudele apropiate ale xiphosurilor, împreună formând un grup numit Merostomata. Studiile ulterioare au plasat Gigantostracea mai aproape de arahnide într-un grup numit Metastomata. A fost, de asemenea, o idee care prevalează că gigantostraceele sunt strâns legate de scorpioni, cu care se seamănă în mod evident. În prezent este recunoscută relația dintre Eurypterida, Xiphosura și Arachnida ca trei grupări majore, dar nu sunt rezolvate detaliile dintre ele.